# Gärdessjön, Jämtland
Se även Gärdessjön, Gärdessjö och Gärdsjön.
Gärdessjön är en sjö vid Gärde i Krokoms kommun i Jämtland och ingår i Indalsälvens huvudavrinningsområde. Sjön har en area på 8,33 kvadratkilometer och ligger 350,1 meter över havet. Sjön avvattnas av vattendraget Ytterån (Ålfloån).
Vid sjöns utlopp, Gärdesån, finns 7 000 år gamla hällristningar. De människor som gjorde dessa ristningar tros ha tillhört en fångstbefolkning som åtminstone periodvis under hela stenåldern uppehöll sig i området vid Gärde. I västra delen av Gärdesjön finns ett antal stenåldersboplatser. Dessutom finns fångstgropar på ett flertal platser runt sjön.

## Delavrinningsområde
Gärdessjön ingår i delavrinningsområde (705296-139557) som SMHI kallar för Utloppet av Gärdessjön. Medelhöjden är 409 meter över havet och ytan är 47,79 kvadratkilometer. Räknas de 37 avrinningsområdena uppströms in blir den ackumulerade arean 357,92 kvadratkilometer. Ytterån (Ålfloån) som avvattnar avrinningsområdet har biflödesordning 2, vilket innebär att vattnet flödar genom totalt 2 vattendrag innan det når havet efter 306 kilometer. Avrinningsområdet består mestadels av skog (66 procent). Avrinningsområdet har 8,47 kvadratkilometer vattenytor vilket ger det en sjöprocent på 17,7 procent.